# Ogino Kenjiro
Ogino Kenjiro (荻野 賢次郎 Ogino Kenjiro, sinh ngày 14 tháng 9 năm 1991) là một cầu thủ bóng đá người Nhật Bản.

## Sự nghiệp
Anh học tập và thi đấu cho Yosano Municipal Koyo Junior High School và Mineyama High School. Anh được lựa chọn vào đội hình để đại diện U-18 Nhật Bản tại Giải vô địch bóng đá U-19 châu Á.
Sau khi tốt nghiệp trường phổ thông năm 2010, anh gia nhập đội bóng vừa lên hạng J1 League Cerezo Osaka. Trong 3 năm, anh không ra mắt trận nào cho câu lạc bộ. Vì vậy anh ký hợp đồng với Albirex Niigata Singapore từ S.League năm 2013.